# Corryocactus brachypetalus
Corryocactus brachypetalus ist eine Pflanzenart in der Gattung Corryocactus aus der Familie der Kakteengewächse (Cactaceae). Das Artepitheton brachypetalus leitet sich von den griechischen Worten brachys für ‚kurz‘ sowie petalon für ‚Kronblatt‘ ab.

## Beschreibung
Corryocactus brachypetalus wächst mit von der Basis aus reich verzweigten, zahlreichen, aufrechten Trieben mit Wuchshöhen von bis zu 4 Metern und bildet große Gruppen. Die trübgrünen Triebe weisen Durchmesser von 6 bis 10 Zentimeter auf. Es sind sieben bis acht auffällige Rippen vorhanden. Die bis zu 20 anfangs schwarzen Dornen werden später heller. Sie sind gelegentlich verdreht und in der Regel kürzer als 1 Zentimeter. Einer oder mehrere von ihnen sind jedoch 10 bis 16 Zentimeter lang.
Die breit trichterförmigen, tief orangefarbenen Blüten messen 4 bis 6 Zentimeter im Durchmesser. Die kugelförmigen, grünlichen gelben Früchte sind anfangs bedornt und erreichen einen Durchmesser von 6 bis 7 Zentimeter.

## Verbreitung, Systematik und Gefährdung
Corryocactus brachypetalus ist in der peruanischen Region Arequipa verbreitet.
Die Erstbeschreibung als Cereus brachypetalus erfolgte 1913 durch Friedrich Karl Johann Vaupel. Nathaniel Lord Britton und Joseph Nelson Rose stellten die Art 1920 in die Gattung Corryocactus.
In der Roten Liste gefährdeter Arten der IUCN wird die Art als „Endangered (EN)“, d. h. als stark gefährdet geführt.

## Nachweise